# دقناش صردي
دقناش صردي (الاسم العلمي: Lanius  minor) (بالإنجليزية: Lesser  Grey  Shrike)‏ هو طائر ينتمي إلى دقنوش (فصيلة: Laniidae).
- نعم، هذا الطائر هو الصرد الرمادي الصغير (Lesser Grey Shrike)، وهو نوع من طيور الصرد التي تنتمي إلى عائلة Laniidae. يتميز هذا الطائر بمظهره الجميل وسلوكه الفريد. إليك بعض المعلومات عنه: مصر